# ポリヤル
ポリヤル(Poriyal)はインド料理であり、タミル語で揚げた野菜料理を意味する。同じ料理をカンナダ語ではPalya、テルグ語ではPorutuと言う。みじん切りまたは角切りの野菜を揚げ、スパイスと和える。マスタードシード、ケツルアズキ、タマネギ、メインの野菜を揚げ、最後にターメリック、数種のスパイス、唐辛子、コリアンダーを加える。タミル・ナードゥ州では、刻んだココナッツで飾る。
ポリヤルは、サンバール、ラッサム、ヨーグルトとともに、副菜として提供される。
基本的には野菜とレンズ豆を含むが、ジャガイモやサヤマメの入ったものなど、多くの種類がある。地域によっても様々で、カルナータカ州のPalyaはポリヤルによく似ている。Palyaには、ケツルアズキの代わりにヒヨコマメを使う場合もある。アーンドラ・プラデーシュ州のPorutuは、作り方はほぼ同じであるが、卵を入れることがある。